# Михаил Мораитис
Михаил Γ. Мораитис или капитан Кодрос (на гръцки: Μιχαήλ Μωραΐτης, Καπετάν Κόδρος) е гръцки офицер и революционер, деец на Гръцката въоръжена пропаганда в Македония от началото на XX век.

## Биография
Михаил Мораитис е роден през 1856 година в Атина, Гърция. Произведен е в офицерски чин от Военноморските сили на Гърция.
Заминава за Македония и в 1904 година работи в гръцкото консулство в Солун, но скоро оглавява въоръжена гръцка чета, като негов четник е Спирос Франгопулос. Към четата се присъединяват Лазар и Гоно Доямови в района на Баровица. От пролетта на 1905 година обикалят Гумендженско, а през май същата година четата им е предадена от влашкото население на кукушкото село Ливада. При последвалото сражение с турската армия четата се разпръства в Паяк планина, а Спирос Франгопулос и капитан Мораитис са убити.
- Мораитис (вляво) и Димитриос Какавос като служители на солунското консулство
- Мораитис в солунското консулство